# Fabio Badraun
Fabio Badraun (4 ottobre 1987) è un bobbista svizzero.

## Biografia
Compete dal 2009 come frenatore per la squadra elvetica. Fa il suo esordio in Coppa del Mondo il 21 gennaio 2012 a Sankt Moritz, durante la stagione 2011/12 e conquista il primo podio il 16 gennaio 2016 a Park City (terzo nel bob a quattro, ripetendosi poi il giorno successivo in gara 2).
Ha partecipato ai Giochi olimpici invernali di Pyeongchang 2018, piazzandosi al quattordicesimo posto nel bob a quattro con Clemens Bracher alla guida della slitta. 
Prese inoltre parte ai campionati mondiali di Schönau am Königssee 2011 classificandosi ventunesimo nel bob a quattro e dodicesimo nella gara a squadre, mentre ai campionati europei di Schönau am Königssee 2014 fu undicesimo nella gara a quattro.

## Palmarès

### Coppa del Mondo
- 2 podi (nel bob a quattro):
  - 2 terzi posti.

### Coppa Europa
- 13 podi (4 nel bob a due, 9 nel bob a quattro):
  - 2 vittorie (nel bob a quattro);
  - 3 secondi posti (1 nel bob a due, 2 nel bob a quattro);
  - 8 terzi posti (3 nel bob a due, 5 nel bob a quattro).